# فهرست والیان بدخشان
والیان بدخشان که به حاکمان بدخشان نیز یاد می‌شود، والی/استاندار ولایت/استان بدخشان یکی از ۳۴ ولایات افغانستان هستند. بدخشان از قرن ۱۹ تا سال ۱۹۶۳ به همراه قطغن به عنوان ولایت قطغن-بدخشان شناخته می‌شد و پس از تجزیه در سال ۱۹۶۳ اکنون فقط با نام بدخشان شناخته می‌شود. بدخشان در شمال شرقی افغانستان و هم‌مرز با چین و در بین رشته کوه‌های هندوکش و رودخانه آمو قرار دارد و مرکز آن شهرستان فیض آباد هست.
به‌طور سنتی بدخشان توسط یک میر اداره می‌شد. این ولایت در سال ۱۸۴۹ تحت تصرف پادشاهان افغان درآمد. هرچند میرها قدرت را در دست داشتند اما پادشاه افغانستان یک حاکم را در این ولایت منصوب کرد. در قرن ۱۹ بدخشان با ولایت قطغن ادغام و ولایت قطغن بدخشان تشکیل شد. مرکز ولایت قطغن بدخشان شهر خان آباد که اکنون در ولایت قندوز قرار دارد بود. در سال ۱۹۶۳ این ولایت دوباره تجزیه و اکنون مرکز ولایت بدخشان شهر فیض آباد است. در برخی منابع نشان می‌دهد در یک زمان ممکن است بیش از یک والی در این ولایت منصوب شده باشد.

## فهرست
| والی                      | والی | والی                   | دوره                        | جزئیات | یاداشت |
| ------------------------- | ---- | ---------------------- | --------------------------- | --- | --- |
|                           |      | عبدالرحمن‌خان           | ۱۸۶۳–۶۴                     | در سراج التواریخ از عبدالرحمن‌خان به عنوان والی قطغن و بدخشان یاد شده‌است. وی در زمانی که سردار یا ژنرال بود و یک اردوگاه نظامی را در این منطقه بر عهده داشت، بر این منطقه حکومت نیز می‌کرد. | |
|                           |      | فیض محمد خان           | ۱۸۶۵-؟                      | | |
|                           |      | حفیظ الله خان          | ۱۸۷۳–۱۸۷۴                   | از ۱۸۷۳ تا ۱۸۷۵ بدخشان به‌طور مستقیم توسط حاکم ترکستانی به نام نایب محمد عالم خان اداره می‌شد. عالم خان حفیظ الله خان را به عنوان والی بدخشان تعیین کرده بود. | |
|                           |      | فیض محمد               | ۱۸۷۴                        | فیض محمد در ماه مه ۱۸۷۴ به عنوان جانشین حفیظ الله خان تعیین شد. وی در سپتامبر ۱۸۷۴ از سمتش برکنار شد. | |
|                           |      | سید محمد خان           | ۱۸۷۴-؟                      | در سپتامبر ۱۸۷۴ سرهنگ سید محمد خان جانشین فیض محمد به عنوان والی بدخشان تعیین شد. | |
|                           |      | میر محمد عمر           | ۱۸۸۰-؟                      | در خاطرات عبدالرحمن خان آمده‌است که میر محمد عمر فرماندار فیض آباد که مرکز بدخشان است بود. | |
|                           |      | سردار عبدالله خان توخی | ۱۸۸۱/۸۲–۱۸۸۸                | در سراج التواریخ آمده‌است که سردار عبدالله خان توخی در سال ۱۸۸۲ والی بدخشان و قطغن بوده‌است. اسناد آرشیو بریتانیا از سال‌های ۱۸۸۴–۸۵، سردار عبدالله خان را به عنوان والی بدخشان اشاره می‌کند. لی سردار عبدالله خان را به عنوان والی بدخشان و قطغن در هنگام قیام اسحاق خان در سال ۱۸۸۸۸ یاد می‌کند. سردار عبدالله خان در جنگ با اسحاق خان شکست خورده و فرار می‌کند. | |
|                           |      | ولی‌داد محمد            | ۱۸۸۰s -؟                    | ولی‌داد محمد در دهه ۱۸۸۰ به عنوان فرماندار ناحیه بدخشان فعالیت کرده‌است. وی از مردمان بومی قلات است. | |
|                           |      | میر احمد شاه           | ۱۸۸۷                        | در اوایل ۱۸۸۷ میر احمد شاه به عنوان والی بدخشان تعیین شده اما قبل از خروج از کابل از بین رفت و عبدالله جان جانشین وی شد. | |
|                           |      | عبدالله جان            | ۱۸۸۷-؟                      | عبدالله جان در سال ۱۸۸۷ به عنوان فرماندار بدخشان تعیین شد. | |
|                           |      | عبدالاحد وردک          | ۱۹۱۰s                       | عبدالاحد وردک والی بدخشان و قطغن بود. | |
|                           |      | عظیم‌الله خان           | ۱۹۲۸                        | در سال ۱۹۲۸ به عنوان والی بدخشان و قطغن فعالیت کرد. | |
|                           |      | محمد سرور              | ۱۹۲۸                        | محمد سرور در ۱۹۲۸ به عنوان والی بدخشان و قطغن تعیین شد اما هیچگاه انتصاب نداشت. | |
|                           |      | صفر خان (نصیر صفر)     | نوامبر ۱۹۲۹-؟               | صفر خان پس از سقوط حکومت حبیب‌الله کلکانی به عنوان والی بدخشان و قطغن تعیین شد و تا اواسط سال ۱۹۳۰ به فعالیتش ادامه داد. | |
|                           |      | شیر محمد ناشر          | ۱۹۳۲-؟                      | شیر محمد ناشر از سال ۱۹۳۲ به بعد به عنوان والی بدخشان و قطغن فعالیت کرد. | |
|                           |      | شار محمد خان           | ؟ -۱۹۳۷-؟                   | ارنست اف. فاکس آمریکایی گزارش می‌دهد هنگامی که در سال ۱۹۳۷ در افغانستان کار می‌کرده‌است که دیداری با شار محمد خان والی قطغن و بدخشان داشته‌است. | |
|                           |      | سید عباس خان           | ؟ -۱۹۳۷-؟                   | ارنست اف. فاکس آمریکایی گزارش می‌دهد که با سید عباس خان والی ناحیه بدخشان هنگامی که در سال ۱۹۳۷ در افغانستان کار می‌کرده داشته‌است. | |
|                           |      | محمد اسماعیل مایار     | ۱۹۳۸-؟                      | محمد اسماعیل مایار در سال ۱۹۳۸ جانشین شار محمد خان والی بدخشان و قطغن شد. | |
|                           |      | غلام فاروق             | ۱۹۳۹-؟                      | غلام فاروق در سال ۱۹۳۹ جانشین محمد اسماعیل مایار والی بدخشان و قطغن شد. | |
|                           |      | محمد گل                | ۱۹۴۰-؟                      | ژنرال محمد گل در سال ۱۹۴۰ جانشین غلام فاروق والی بدخشان و قطغن شد. | |
|                           |      | غلام فاروق             | ۱۹۴۲-؟                      | غلام فاروق پس از آنکه در سال ۱۹۴۰ ژنرال محمد گل جانشین وی شد، در سال ۱۹۴۲ دوباره به عنوان والی بدخشان و قطغن منصوب شد. | |
|                           |      | محمد جمعه صدیق         | ۱۹۴۵-؟                      | محمد جمعه صدیق در سال ۱۹۴۵ به عنوان والی ناحیه بدخشان منصوب شد. | |
|                           |      | محمد حکیم شاه عالمی    | ۱۹۴۶-؟                      | محمد حکیم شاه در سال ۱۹۴۶ جانشین غلام فاروق والی بدخشان و قطغن شد. | |
|                           |      | محمد کریم              | ۱۹۴۶-؟                      | محمد کریم در سال ۱۹۴۶ جانشین محمد جمعه صدیق والی ناحیه بدخشان شد. | |
|                           |      | محمد سرور خان          | ۱۹۴۸-؟                      | محمد سرور خان در سال ۱۹۴۸ جانشین محمد کریم والی ناحیه بدخشان شد. Jean Bowie-Shor و Franc Shor گزارش داده‌اند که در تابستان سال ۱۹۴۹ با محمد سرور خان در فیض آباد دیدار داشته‌اند. | |
|                           |      | محمد اسماعیل مایار     | ۱۹۵۰-؟                      | محمد اسماعیل مایار که توسط جنرال غلام فاروق به عنوان والی تعیین شده بود، در سال ۱۹۵۰ جانشین محمد حکیم شاه عالمی به عنوان والی بدخشان و قطغن منصوب شد. | |
|                           |      | محمد جمعه صدیق         | ۱۹۵۴–۱۹۵۶                   | محمد جمعه صدیق که قبلاً به عنوان فرماندار ناحیه بدخشان فعالیت کرده بود، در سال ۱۹۵۴ دوباره جانشین محمد کریم فرماندار ناحیه بدخشان شد. | |
|                           |      | محمد جمعه صدیق         | ۱۹۵۶-؟                      | در سال ۱۹۵۶ محمد جمعه صدیق که فرماندار ناحیه بدخشان بود، ترفیع پیدا کرد و جانشین محمد اسماعیل مایار به عنوان والی بدخشان و قطغن منصوب شد. | |
|                           |      | عبدالرحمن پوپل         | ۱۹۵۶-؟                      | عبدالرحمن پوپل در سال ۱۹۵۶ جانشین محمد جمعه صدیق به عنوان فرماندار ناحیه بدخشان منصوب شد. | |
|                           |      | خداداد اعتمادی         | ۱۹۵۹-؟                      | خداداد اعتمادی در سال ۱۹۵۹ جانشین عبدالرحمن پوپل به عنوان فرماندار ناحیه بدخشان تعیین شد. | |
|                           |      | دین محمد دلاور         | ۱۹۶۰-؟                      | دین محمد دلاور در سال ۱۹۶۰ جانشین خداداد اعتمادی به عنوان فرماندار ناحیه بدخشان تعیین شد. | |
|                           |      | عبدالقیوم عطایی        | ۱۹۶۲-؟                      | عبدالقیوم عطایی در سال ۱۹۶۲ جانشین دین محمد دلاور به عنوان والی ناحیه بدخشان تعیین شد. | |
|                           |      | عبدالکریم سراج         | ۱۹۶۳                        | جنرال عبدالکریم سراج، جانشین محمد اسماعیل مایار در سال ۱۹۶۳ به عنوان آخرین والی بدخشان و قطغن یاد می‌شود. پس از آن این ولایت در سال ۱۹۶۳ به چهار ولایت تجزیه شد. وی پس از آن از سال ۱۹۶۵–۱۹۶۳ به عنوان والی قندوز گماشته شد. | سراج فرزند حبیب‌الله خان پادشاه افغانستان (۱۹۱۹–۱۹۰۱) و متولد سال ۱۹۱۲ بود.                                                          |
|                           |      | نثار احمد شیرزی        | ۱۹۶۳-؟                      | نثار احمد شیرزی در سال ۱۹۶۳ به عنوان ولایت تازه تأسیس بدخشان تعیین شد. | |
|                           |      | روشن دل روشن           | ۱۹۶۷-؟                      | روشن دل روشن در سال ۱۹۶۷ جانشین نثار احمد شیرزی به عنوان والی بدخشان تعیین شد. | |
|                           |      | سلطان عزیز زکریا       | ۱۹۷۰                        | | |
|                           |      | روشن دل وردک           | ۱۹۶۰s-1970s                 | | |
|                           |      | سید کاظم               | ۱۹۷۱-؟                      | سید کاظم در سال ۱۹۷۱ والی بدخشان بود. | |
|                           |      | تاج محمد وردک          | ۱۹۷۰s                       | | علاوه بر این، وردک در اواسط دهه ۱۹۶۰ به عنوان معاون والی بدخشان نیز فعالیت داشته‌است.                                                |
|                           |      | عبدالبصیر سالنگی       | ۱۹۷۰s                       | | |
|                           |      | حبیب‌الله کرور          | ۱۹۷۰s-May 1979              | | |
|                           |      | محمد عثمان راسخ        | ۱۹۷۰s                       | | |
|                           |      | عبدالعزیز عظیم         | ۱۹۶۰s-ژوئیه ۱۹۷۸            | | |
|                           |      | غلام محمد آریانپور     | -                           | | غلام محمد آریانپور در سقوط هلی کوپتر در سال ۱۹۹۳ کشته شد.                                                                           |
|                           |      | قیام الدین خردمند      | 1997 1999                   | | توسط نیروهای شوراء نظار احمد شاه مسعود در سال ۱۹۹۹ کشته شد.                                                                         |
|                           |      | قاضی محمد سرور         | 1997 2001                   | | جمع الله مشهور به قاضی محمد سرور دو سال به عنوان معاون قیام الدین خردمند کار کرد و بعد از کشته شدن خردمند به عنوان والی فعالیت کرد. |
|                           |      | محمد امان حمیمی        | -                           | | |
|                           |      | سید اکرام الدین معصومی | مارس ۲۰۰۴ ؟                 | | والی سابق تخار، پس از سمت والی بدخشان به عنوان وزیر کار امور اجتماعی، شهدا و معلولین تعیین شد                                       |
|                           |      | سید محمد اکرم          | ۲۱ فوریه ۲۰۰۵ ؟             | | |
|                           |      | منشی عبدالمجید         | ۲۰۰۶ ۰۷ آوریل ۲۰۰۹          | | پس از تظاهراتی که وی را متهم به سوء استفاده از قدرت می‌کرد از سمتش برکنار شد.                                                        |
|                           |      | باز محمد احمدی         | ۲ مه ۲۰۰۹ ۲۰۱۰              | | والی پیشین فهرست والیان غور |
|                           |      | شاه ولی‌الله ادیب       | ۲ نوامبر ۲۰۱۰ ۲۵ اکتبر ۲۰۱۵ | | عضو حزب جمعیت اسلامی افغانستان، استاد در دانشگاه کابل، سخنگوی وزارت معارف افغانستان. در ۲۰ ژوئن ۲۰۱۱ مورد حمله تروریستی قرار گرفت.  |
|                           |      | احمد فیصل بیگزاد       | ۲۶ اکتبر ۲۰۱۵               | | |
| امارات اسلامی طالبان 2021 |      |                        |                             | | |
|                           |      | مولوی عبدالغنی فایق    | از 7 نوامبر 2021            | به اساس فرمان امیر المومنین ملاهیبت الله آخند مولوی عبدالغنی فایق عضو هیئت مذاکره کننده دوحه امروز توسط مولوی محمد فصیح الدین فطرت لوی درستیز وزارت دفاع ملی، مولوی محمد محسن معین وزارت داخله، مولوی امان الدین منصور والی پشین و معاون قول اردوی ۲۰۹ الفتح، بحیث والی ولایت بدخشان معرفی شد و به کار آغاز کرد.                                             | |